# Mérovak
Ne doit pas être confondu avec Merovac.
Mérovak, né Gabriel Robuchon le 14 juillet 1874 à Fontenay-le-Comte et mort le 4 novembre 1955 à Langres, est un peintre, dessinateur, musicien et écrivain français.

## Biographie
Mérovak s'est intitulé lui-même « le peintre des cathédrales » en raison de ses nombreuses peintures de monuments religieux : Metz, Rouen, et l'abbatiale de Redon (1927-1934).
Il édite un journal, Le Vieux Rouen, dans les années 1900.
Il se marie à Metz en 1912. Il est fait prisonnier par les Allemands en 1915 et interné à Holzminden. Impliqué dans une affaire de mœurs, il est arrêté en 1920 à Aix-les-Bains.
Il est le fils de Jules Robuchon et de Louise-Sophie Chéneau.

## Ouvrages de Mérovak
- Le Mont Saint Michel, interprété par Mérovak, l'homme des cathédrales, F. Didot éditeur